# Trolls de Troy
Trolls de Troy est une série de bande dessinée d'heroic fantasy située dans l'univers de Troy et dérivée de la bande dessinée Lanfeust de Troy. Elle est publiée chez les Éditions Soleil depuis 1997. Certains épisodes sont publiés dans le mensuel Lanfeust Mag.

## Synopsis
Troy est un monde peuplé d'humains, de trolls et autres créatures plus ou moins monstrueuses. Les humains ont tous un pouvoir magique, comme le pouvoir de faire pousser les cheveux (Trollane Bey) ou celui de faire tomber les dents (Adam Stere). Les trolls sont des créatures vues comme sauvages par les humains, mais très civilisées de leur propre point de vue ; ils chassent tout ce qui passe à leur portée (sfroumptch, humains, pétaures, dragons...) et, physiquement très forts (leur force et leur résistance tend même au fil des albums à s'amplifier considérablement par effet comique, comme dans l'album Trollympiades où on peut les voir soulever et même lancer sans effort des pétaures, gros animaux à peu près de la taille d'un éléphant), ils ne craignent qu'une chose : l'eau, qui pourrait les laver, ce qui ferait fuir leurs mouches.

### Synopsis tome par tome
Tomes 1 à 4Deux siècles avant l'histoire de Lanfeust, les hommes décident d'exterminer les trolls et forment un groupe de chasseurs aux terribles pouvoirs. Teträm, brave troll, accompagné de sa fille adoptive, l'humaine Waha, va tout tenter pour sauver les siens.
Tome 5Teträm et Waha, soucieux de préserver leur cheptel d'humains à croquer, tentent de sauver les villageois qui veulent fuir la région. En effet, Haleg Rouille la thaumaturge mène en pleine forêt des expériences inquiétantes, croisant les espèces et produisant des monstres effrayants.
Tome 6Dans cet épisode, Teträm, Waha, Gnondpom (petit frère adoptif de Waha et fils biologique de Teträm) et Tyneth (compagne de jeu de Gnondpom et également fille du chef du village, Haïgwépa) se retrouvent transportés par magie au cœur des lointaines et brumeuses Baronnies d'Hédulie. Là, un petit seigneur local compte bien utiliser les trolls comme armes de guerre contre ses voisins.
Tome 7Le village troll de Phalompe est un endroit où il fait bon vivre pour le troll Teträm et son épouse Puitepée, rendue radieuse par sa grossesse. Mais à Eckmül, le vénérable Rysta Fuquatou craque : un maléfice l'ayant transformé en oiseau, parviendra-t-il à réunir les ingrédients lui permettant de retrouver une apparence humaine (et notamment du lait de trolle sauvage !) ?
Tome 8À la suite d'une partie de chasse en plein air, Waha et Pröfy vont mettre la main sur une série de petits animaux qui peuvent reproduire de la musique. Parmi eux il y a la copie d'un enchantement d'un nouveau genre que le vénérable Rysta Fuquatou doit absolument récupérer…
Tomes 9 et 10L'histoire se déroule non sur le continent habituel du village troll de Phalompe mais au Darshan. Les adeptes d'une secte voulant rendre la vie à une divinité disparue, suivant les conseils d'un oracle, ont capturé les enfants de Puitepée ; seul un manteau en fourrure de bébés trolls blanc et roux rendra en effet la vie à cette divinité. Teträm, Waha et Pröfy s'embarquent donc pour le Darshan en espérant sauver les leurs. Ils rencontrent les trolls blancs et découvrent les cultures locales.
Tome 11Attention épisode Trollympique ! Les Trollympiades sont ouvertes dans l'espoir de trouver la perle rare. La bataille sera féroce pour départager tous les candidats et toutes les disciplines. Que le meilleur gagne !
Tome 12Que se passe-t-il quand deux petits Trolls sont consignés à respecter toutes les règles de la patronnesse Lady Romande ? Eh bien à vous de le découvrir car entre les professeurs dévorés et des élèves horrifiés ça risque d'être brutal. Gnondpom et Tyneth pourront t-ils être sauvés…?
Tome 13À la fin du volume précédent, nous avions laissé Gnondpom et Tyneth, les deux petits trolls, dans une bien fâcheuse posture, en passe de se noyer…
Nous les retrouvons humides et en voie d’instruction, puisque Lady Romande n’a pas renoncé à en faire des trolls éduqués. Heureusement, Teträm, Waha et Pröfy vont venir à leur rescousse, alors qu’ils sont sur le point d'être vendus comme esclaves dans une terrible manufacture…
Tome 14Les origines de Waha en continuant d'explorer les multiples facettes de la personnalité troll. L'album apporte aussi de nouvelles réponses au mystère de Troy…
Tomes 15 et 16Le village troll se retrouve miniaturisé par un sort jeté depuis un dragon.
Tome 17Waha échange accidentellement de personnalité avec Kyrlande, une jeune aristocrate d'Eckmül, et commence à adopter un comportement des plus singulier pour un troll.
Tome 18À la suite d'un état dépressif engendré par les échecs successifs pour construire une maison, Pröfy décide de consulter un psychanalyste. Étant donné qu'il est à moitié humain, le docteur soupçonne une crise d'identité : le jeune demi-troll doit chercher son père.
Tome 19Le fils du père Grommël, Shärmand, rencontre Waha dont il tombe amoureux. S'invitant au village troll de Phalompe, il explique que son père offre des cadeaux à tous les enfants. Gnondpom et Tyneth veulent alors le rencontrer. Accompagnés de Waha et guidés par Shärmand, le petit trolls se mettent à la recherche du père Grommël.
Tome 20À Eckmül, cela fait un an et un jour que dame Hatyfe a disparu. Le notaire décide donc d'ouvrir son testament et il apprend avec surprise qu'elle a eu une enfant avec le vénérable Rysta Fuquatou. Pour couronner le tout, cette enfant, Waha, a été élevée chez les trolls. Deux jeunes clercs sont envoyés au village de Phalompe pour ramener à Eckmül l'héritière de la maison que tenait dame Hatyfe. Dès qu'elle apprend la nouvelle, Waha décide de partir pour Eckmül avec Pröfy, suivis discrètement par Gnondpom et Tyneth. Une fois à en ville, devant l'immensité des richesses et des terres qu'elle reçoit, Waha décide de rester à Eckmül. Elle devient rapidement possédée par le pouvoir et l'argent...
Tome 21Des chercheurs d’or avides de richesses capturent Gnondpom et Tyneth afin de pouvoir chercher des pépites dans la rivière proche de Phalompe. Très vite, la fièvre de l’or s’empare de la région et des hordes avides déferlent sur le village, creusant partout... Réfugiés dans la montagne, les Trolls doivent trouver un moyen de récupérer leur village.
Tome 22L'album raconte une sortie scolaire mouvementée de Waha lorsqu'elle était petite.
Tome 23Un khalife du Delpont tente de faire grandir la renommée de sa ville en organisant un concours de peinture dont le thème est « Peindre un troll ». Or, ces derniers n'ont pas envie d'être peints...
Tome 24Afin de sauver le village de Phalompe, menacé par une météorite, Waha utilise son pouvoir et parvient à figer le caillou...ainsi que les trolls du village. Sur les conseils du vieux sorcier troll, Waha et Tyneth, seuls épargnées, partent chasser le dragon des neiges pour sauver leurs amis. À cette occasion, elles retrouveront Kyrlande dans la prestigieuse station de sports d'hiver de Longchevel.
Tome 25Victime d'une machination, le vénérable Rysta Fukatou a bu un philtre qui le rend éperdument amoureux de Puitepée et réciproquement. Il emmène sa belle velue à Eckmül, où la meilleure société de la ville se met vite à l'heure trolle. Nait alors une mode surprenante où il est de bon ton de ne pas se laver et de manger de la viande crue. Mais Tetram est bien décidé à reconquérir le coeur de sa belle.
Tome 26
Piqué par un étrange insecte, Pröfy se comporte comme un trolillon de 3 ans... Un concours de circonstances l'a téléporté dans une île tropicale à l'autre bout de la planète, alors qu'à sa place apparaissent un troll des îles et le prisonnier qu'il s'apprêtait à dévorer, un pirate du nom de Jakhö Gropiaf. Waha comprend qu'il y a eu substitution : pour retrouver Pröfy, elle doit se rendre dans les îles.

## Les personnages
- Waha : héroïne de l'histoire, c'est une humaine ayant été adoptée bébé par Teträm et son épouse, Puitepée. Après avoir mangé ses parents, Teträm l'a ramenée au village pour la dévorer, mais Puitepée s'y est attachée et la considère comme sa propre fille. Ils l'ont donc élevée comme une vraie trolle, ce qu'elle est d'ailleurs si l'on considère son comportement. Elle n'apprend que très tard qu'elle est humaine, ce qui lui vaut des moqueries de ses camarades. Comme tous les humains de Troy, elle est dotée d'un pouvoir : le sien est aléatoire, on ne sait jamais ce qui va se passer, bien qu'elle ait la capacité d'influer le résultat en se concentrant. On peut voir quelques similitudes avec le pouvoir absolu de Lanfeust (notamment dans le tome 16 où elle entre en contact avec la respiration du Magohamoth).
- Teträm : héros de l'histoire, ce troll est le plus grand chasseur de sa tribu, respecté de tout le monde et surtout des humains qui ne se risqueraient pas à le contredire. Teträm est l'ancêtre du troll Hebus présent dans la série Lanfeust de Troy.
- C'est un brave père de famille, s'occupant de son fils Gnondpom et de l'humaine Waha. Il aime particulièrement faire ses courses dans la forêt de Klostope ou, comme tout troll qui se respecte, boire quelques tonneaux lors du grand banquet d'une fête de village.
- Pröfy : dans le tome 2[2] de la série, Waha et Teträm rencontrent Pröfy qui, lui aussi, vient de voir son village détruit par la bande du chasseur de trolls Haplin. Il est le seul survivant de son village. Sa particularité est de ne pas être troll mais demi-troll (il est le fils d'un paysan humain et d'une trolle). N'ayant plus de famille ni de but, Pröfy décide de se joindre à Waha et Teträm. Il va par la suite s'installer dans le village de Teträm et de sa famille et devenir le meilleur ami de Teträm et le fiancé de Waha. Ses tentatives répétées pour construire une maison à Waha (la tradition trolle voulant que les jeunes mâles en construisent pour leurs fiancées) échouent inévitablement.
- Rysta Fuquatou : le vénérable Rysta Fuquatou est le sage le plus influent du conservatoire d'Eckmül. Dans les tomes 1 à 4, son désir d'en finir avec le problème des trolls et son projet pharaonique de barrage va donner du fil à retordre aux héros. Il lance à leur trousse des chasseurs de trolls sous le commandement du féroce Haplin dans le but de les réduire en esclavage ou les exterminer. C'est pourtant le père biologique de Waha.
- Puitepée : douce et aimante épouse de Teträm, elle est aussi la mère adoptive de Waha et la mère biologique de Gnondpom. Dans le tome 7, elle donne naissance à deux faux jumeaux, Erodrävelle et Sekspÿz.
- Gnondpom : fils de Puitepée et Teträm et petit frère adoptif de Waha. Il est l'inséparable compagnon de jeu de Tyneth. Dans la série Lanfeust de Troy, il est révélé qu'il est le père d'Hébus, le fidèle compagnon de Lanfeust.
- Haïgwépa : chef du village des Trolls de Phalompe, père de Tyneth et ami de Teträm. Selon le processus électoral troll (plutôt simple), il est celui qui frappe plus fort que les autres.
- Tyneth : fille de Haïgwépa. Elle est la meilleure amie de Gnondpom, dont elle partage souvent les aventures.
- Roken : jeune troll du village de Phalompe, il est d'abord un camarade de classe de Waha (qu'il n'apprécie guère à cause de sa différence). Dans les albums suivants, il est amoureux d'elle (ce qui est loin d'être réciproque). Il est peu apprécié des autres trolls, car, mêmes selon leurs normes (pourtant assez laxistes), Roken est idiot, méchant, déloyal et lâche.
- Waderëh : vieux sorcier troll vivant dans des marais proches du village. C'est à lui que les autres trolls demandent conseil, en particulier dans le domaine de la magie.
- Lampapëh : sorcier troll, il n’apparaît que dans l'adaptation en dessin animé. Il est reconnaissable à sa coiffe opposante, même pour un troll, il est assez intelligent. Pour preuve, il sait lire et écrire et possède de nombreux ouvrages. C'est à lui que les trolls s'adressent pour poser toutes sortes de questions. Mais cela a un prix : il exige qu'on lui donne au moins 5 kilos de viande pour une séance, la durée de la séance dépendant de la taille de l'animal donné. Il exige également que chaque troll lui donne 10% de la viande qu'il possède dans le but accomplir un rituel qui, soi-disant, les protégeraient d'une malédiction. Personnage le plus influent du village, il en tire toutes les ficelles, notamment celle de l'éducation, qu'il déforme souvent à sa convenance. Il se pose souvent des questions sur l'entité de Waha, car, pour lui, cette trolle pose un peu trop de question à son goût. Il profite souvent de la stupidité des autres trolls.

## Autour de la série
Les noms des personnages recèlent des jeux de mots (comme dans Astérix).
Pour les trolls, il faut accoler le mot « troll » au nom du personnage pour que l'astuce fonctionne : Puitepée Trolle (Puits de pétrole), Troll Teträm (Drôle de drame), Pröfy Troll (profiteroles), Troll Hébus (trolley bus), troll Gnondpom (trognon de pomme), Haïgwepa Troll (Highway Patrol), Fydelkass Troll (Fidel Castro), Roken Troll (rock 'n' roll), Trolle Tyneth (trottinette), Les trolls de Phalompe (les trompes de Fallope), etc.
Pour les humains, on découvre le calembour, souvent en rapport avec le pouvoir du personnage, soit en inversant nom et prénom : Trollane Bey donne Bey Trollane, dont le pouvoir est de faire pousser les poils (Pétrole Hahn, célèbre marque de shampoing), Adam Stere donne Stere Adam, dont le pouvoir est de faire tomber les dents (Steradent, marque d'adhésif pour dentier), Convair Bey, dont le pouvoir est de faire disparaître les mouches (Baygon vert, produit insecticide), le vénérable Rysta Fuquatou, chef des sages et qui emm.. de tout le monde (Fuca, marque de dragées laxatives qui provoquent un effet similaire à la turista) ; soit en leur donnant leur titre ou fonction : le chasseur Haplin (chasseur alpin), le sage Anivert (singe en Hiver, cf. Un singe en hiver d'Antoine Blondin), le Bourgmestre Soychantruit (le bon mai 68) ou Leptitrö, duc de Mède (le p'tit trouduc de me'de). Pope Deux-Croutes donne Bob de Groot (son pouvoir est de faire mourir de rire), Reimonpre Are donne Raymond Barre (son pouvoir est d'endormir), An-müleur de Kush donne « enculeur de mouche » (contrepèterie, son pouvoir est de multiplier la vermine).
Les sages d'Eckmül n'échappent pas à cette règle : en accolant le mot « sage » au nom de n'importe quel sage, on obtient un calembour : Sage Vernys (vernissage) ou Sage Tabdemik (table de mixage).

## Albums
1. Histoires trolles (juin 1997)  (ISBN 2-87764-591-6)
2. Le Scalp du vénérable (juin 1998)  (ISBN 2-87764-712-9)
3. Comme un vol de pétaures (mai 1999)  (ISBN 2-87764-849-4)[4]
4. Le Feu occulte (IV) (juin 2000)  (ISBN 2-84565-000-0)
5. Les Maléfices de la Thaumaturge (août 2001)  (ISBN 2-84565-176-7)
6. Trolls dans la brume (septembre 2002)  (ISBN 2-84565-373-5)
7. Plume de sage (avril 2004)  (ISBN 2-84565-482-0)
8. Rock'n troll attitude (juin 2005)  (ISBN 2-84946-054-0)
9. Les Prisonniers du Darshan (I) (août 2006)  (ISBN 2-84946-498-8)
10. Les Enragés du Darshan (II) (juillet 2007)  (ISBN 978-2-84946-850-0)
11. Trollympiades (juillet 2008)  (ISBN 978-2-302-00201-2)
12. Sang famille (juillet 2009)  (ISBN 978-2-302-00630-0)
13. La Guerre des gloutons (juillet 2010)  (ISBN 978-2-302-01102-1)
14. L'Histoire de Waha (décembre 2010)  (ISBN 978-2-302-01381-0)
15. Boules de poils (5 octobre 2011)  (ISBN 978-2-302-01629-3)
16. Poils de trolls (20 juin 2012)  (ISBN 978-2-302-02229-4)
17. La Trolle impromptue  (13 novembre 2013)[5]  (ISBN 978-2-302-03621-5)
18. Pröfy blues (25 juin 2014)  (ISBN 978-2-302-02703-9)
19. Pas de Nöl pour le père Grommël (3 décembre 2014)  (ISBN 978-2-302-04320-6)
20. L'Héritage de Waha (26 août 2015)  (ISBN 978-2-302-04674-0)
21. L'or des trolls (22 juin 2016)  (ISBN 978-2-302-05207-9)
22. À l'école des trolls (23 novembre 2016)  (ISBN 978-2-302-05593-3)
23. Art Brut (10 octobre 2018)  (ISBN 978-2-302-06297-9)
24. Un caillou sur la tête (5 décembre 2019)  (ISBN 978-2-302-07894-9)
25. On ne badine pas avec les mouches (27 janvier 2021)  (ISBN 978-2-302-09095-8)
26. La ballade de la mer qui mouille (02 novembre 2023)  (ISBN 978-2-302-093683)

## Adaptation

### Dessin animé
Une adaptation animée est diffusée sur Canal J et sur Gulli.

### Jeux-vidéo
- Trolls de Troy : La Cité de la mort rose, développé par Belle Productions et édité par Mindscape, sorti en 2007 sur PC[7].

## Récompenses
Le tome 1 a obtenu le Prix jeunesse 9-12 ans au Festival d'Angoulême 1998 et le tome 5 s'est vu décerner le même prix en 2002.
Le prix Albert-Uderzo 2007, « Sanglier du Meilleur Dessin », a été attribué à Jean-Louis Mourier pour Trolls de Troy.